# Mayetiola dactylidis
Mayetiola dactylidis är en tvåvingeart som beskrevs av Jean-Jacques Kieffer 1896. Mayetiola dactylidis ingår i släktet Mayetiola och familjen gallmyggor. Inga underarter finns listade i Catalogue of Life.